# إنريكي نيكانور
إنريكي نيكانور (بالإسبانية: Enrique Nicanor) هو مخرج إسباني، ولد في 5 ديسمبر 1944.

## وصلات خارجية
- إنريكي نيكانور على موقع IMDb (الإنجليزية)